# Sopwith Rhino
Sopwith 2B2 Rhino là một loại máy bay ném bom ba tầng cánh của Anh, do Sopwith Aviation Company tự thiết kế chế tạo.

## Tính năng kỹ chiến thuật
Dữ liệu lấy từ British Aeroplanes 1914–18
Đặc tính tổng quát
- Kíp lái: 2
- Chiều dài: 27 ft 8 in (8,43 m) [a]
- Sải cánh: 33 ft 0 in (10,06 m)
- Chiều cao: 10 ft 11 in (3,33 m)
- Diện tích cánh: 545 foot vuông (50,6 m2)
- Trọng lượng rỗng: 2.185 lb (991 kg)
- Trọng lượng có tải: 3.590 lb (1.628 kg)
- Sức chứa nhiên liệu: 60 Imp Gallon (273 L)
- Động cơ: 1 × Beardmore Halford Pullinger (BHP) kiểu động cơ piston thẳng hàng 6 xy-lanh, làm mát bằng nước, 230 hp (170 kW)

Hiệu suất bay
- Vận tốc cực đại: 103 mph (166 km/h; 90 kn) 10.000 ft (3.050 m), 114 mph (99 kts, 184 km/h) trên mực nước biển[2]
- Thời gian bay: 3 h 45 phút
- Trần bay: 12.000 ft (3.658 m)
- Thời gian lên độ cao: 24 phút 50 s lên độ cao 10.000 ft (3.050 m)

Vũ khí trang bị

- Súng: 1 × súng máy Vickers và 1 × súng máy Lewis 0.303 in (7,7 mm)
- Bom: 450 lb (205 kg) bom